# Gerbillus brockmani
Gerbillus brockmani is een zoogdier uit de familie van de Muridae. De wetenschappelijke naam van de soort werd voor het eerst geldig gepubliceerd door Thomas in 1910.